# San Pedro de Quemes
San Pedro de Quemes ist eine Ortschaft im Departamento Potosí im südamerikanischen Anden-Staat Bolivien.

## Lage im Nahraum
San Pedro de Quemes ist zentraler Ort des Municipios San Pedro de Quemes in der Provinz Nor Lípez. Die Ortschaft liegt auf einer Höhe von 3685 m am Westrand des bolivianischen Altiplano an einem südwestlichen Seitenarm des Salzsees Salar de Uyuni.

## Geographie
San Pedro de Quemes liegt auf der bolivianischen Hochfläche zwischen den Anden-Gebirgsketten der Cordillera Occidental im Westen und der Cordillera de Lípez im Südosten. Das Klima der Region ist ein typisches Tageszeitenklima, bei dem die mittlere Temperaturschwankung im Tagesverlauf deutlicher ausfällt als im Ablauf der Jahreszeiten.
Die Jahresdurchschnittstemperatur der Region liegt bei knapp 8 °C, der Jahresniederschlag beträgt nur 70 mm (siehe Klimadiagramm Avaroa). Die Region weist ein ausgeprägtes Tageszeitenklima auf, die Monatsdurchschnittstemperaturen schwanken nur unwesentlich zwischen 4 °C im Juni/Juli und 10 °C von Dezember bis Februar. Nennenswerte Monatsniederschläge von monatlich 30 mm fallen nur in den Monaten Januar und Februar, der Rest des Jahres ist nahezu niederschlagsfrei.
Gemäß der Klimaklassifikation ist das Klima von San Pedro de Quemes trocken und kalt (BWk).

## Verkehrsnetz
San Pedro de Quemes liegt in einer Entfernung von 390 Straßenkilometern südwestlich von Potosí, der Hauptstadt des Departamentos.
Durch San Pedro führt die überregionale Nationalstraße Ruta 5, die von der Abzweigung von der Ruta 7 an der Cordillera Oriental in südwestlicher Richtung bis zur chilenischen Grenze führt. Die Ruta 5 passiert die Städte Aiquile, Sucre, Betanzos und Potosí. Von Potosí aus führt die Straße weiter nach Südwesten über Ticatica, Pulacayo und Uyuni bis San Pedro de Quemes und weiter nach Chile Richtung Antofagasta.

## Bevölkerung
Die Einwohnerzahl der Ortschaft ist in den vergangenen beiden Jahrzehnten um etwa zwei Drittel angestiegen:
| Jahr | Einwohner | Quelle       |
| ---- | --------- | ------------ |
| 1992 | 351       | Volkszählung |
| 2001 | 490       | Volkszählung |
| 2012 | 555       | Volkszählung |
| 2024 |           | Volkszählung |